# Hans Georg von Wehse

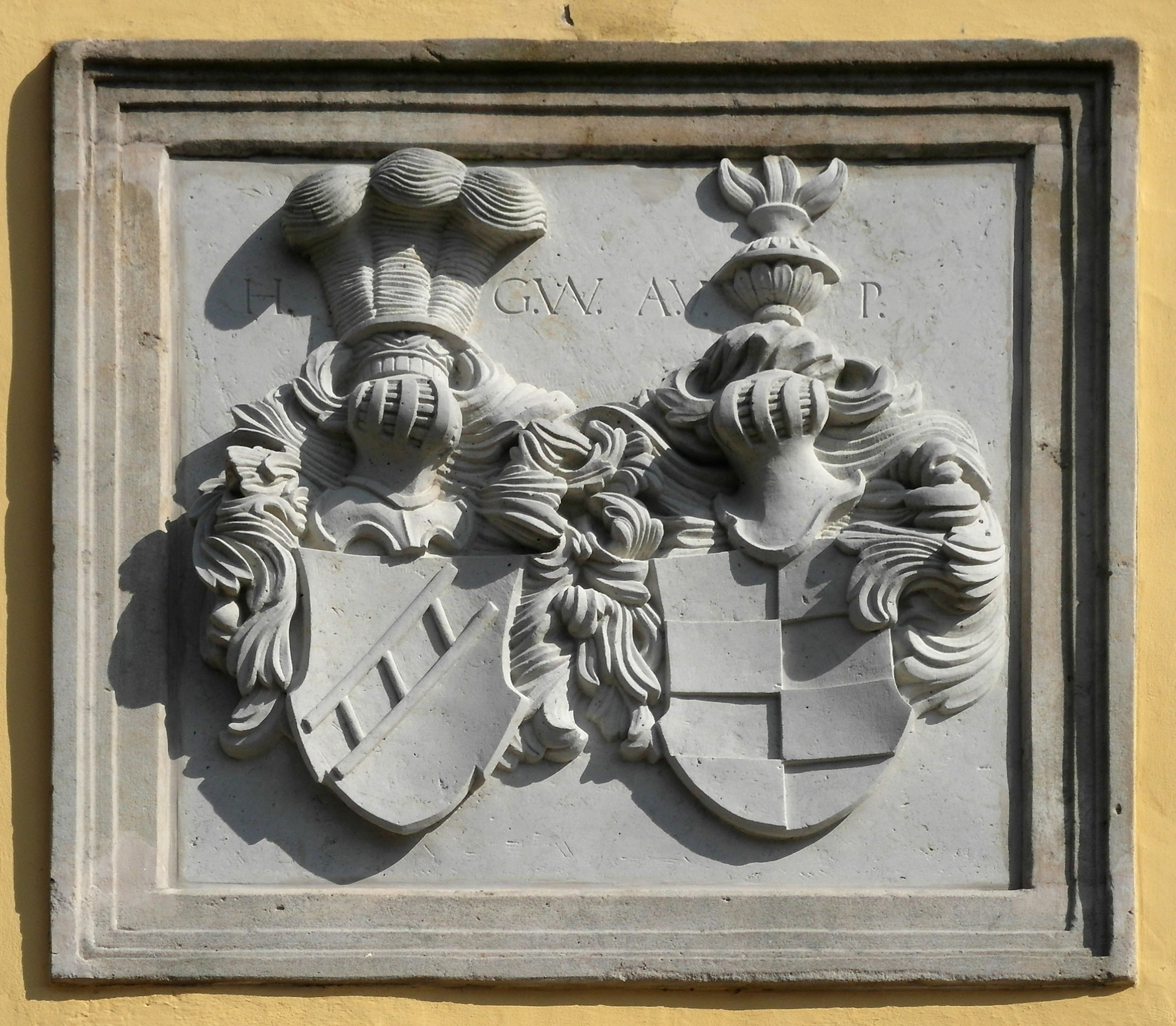
Sein Wappen an der Wasserburg Langburkersdorf (Neustadt/Sa.)

Kammergut Lohmen, zeitweiliges Eigentum

Johann Georg Wehse, später Johann Georg von Wehse (* 30. April 1555 in Rosenberg; † 26. Dezember 1628 in Dresden) war ein deutscher kurfürstlich-sächsischer Hofmarschall, Rat, Obersteuereinnehmer, Amtshauptmann des Amtes Stolpen (seit 1609), Rittergutsbesitzer sowie Oberstleutnant.

## Leben
Hans Georg Wehse entstammt der schlesischen Adelsfamilie von Wehse, die bis zu Beginn des 18. Jahrhunderts meist auf das Adelsprädikat von, wie etwa bis 1700 auch weitere Familien, hier insbesondere in Brandenburg-Preußen, verzichtete. Er war der Sohn des Erb-, Lehn- und Gerichtsherrn Georg Wehse auf Rosenberg († 30. Juni 1566 in Burkersdorf) und dessen Ehefrau Esther geborene von Döben († 16. November 1589 in Burkersdorf). Seine Schwiegermutter stammte aus Gleina.
Um 1575 ist Hans Georg Wehse als Kammerjunker am Hof des sächsischen Kurfürsten August in Dresden zu finden. Unter dessen Nachfolger Christian I. erfolgte seine Ernennung zum Hofmarschall im Rang eines Rates. 1604 erfolgte seine Beförderung zum Oberhofmarschall, von dessen Nachfolger. Dieser war Christian II., von ihm erwarb er das Kammergut Lohmen, welches später wieder an das Kurfürstentum kam.
Wehse erhob in seiner Funktion von der regionalen Bevölkerung eine Contribution, anstatt von Dienstleistungen, für den sächsisches Hauptfestungsbau Königstein.
1609 wurde Wehse Amtshauptmann in Stolpen. Als solcher wirkte er bis 1622, als er dieses Amt seinem Schwiegersohn Nicolaus Gebhard von Miltitz übertrug.
Er besaß die Rittergüter Burkersdorf, Oberottendorf, Lohmen, Berthelsdorf und Polenz.

## Ehen und Nachkommen
Hans Georg von Wehse war dreimal verheiratet. Zuerst heiratete er am 27. Februar 1578 Anna von Ponickau (* 1561; † 1579), mit der er einen Sohn zeugte:
- Johann Christian Wehse (* 1579), später kursächsischer Kammerherr

Anna Wehse starb wahrscheinlich bei der Geburt des Sohnes oder im sogenannten Kindbettfieber. Seine zweite Ehefrau war eine geborene von Taubenheim, die lange auf dem Gut Lohmen lebte.
1596 heiratete Wehse erneut, diesmal Agnes von Haugwitz aus dem Hause Putzkau (* 1561; † 10. Oktober 1631 in Dresden), die Tochter des Amtshauptmannes zu Belgern, Hans Christoph von Haugwitz und der Agnes geb. von Miltitz. Agnes von Haugwitz war die Witwe von Johann IX. von Haugwitz (1524–1595), dem letzten Bischof des katholischen Bistums Meißen. Aus dieser Ehe gingen vier Töchter hervor, u. a.:
- Agnes Wehse (* 7. März 1599 in Dresden; † 1. Oktober 1658 in Dresden). 1615 heiratete sie den Appellationsgerichtsrat, Amtshauptmann zu Leipzig und Grimma, Reichspfennigmeister und Herrn auf Pomßen, Hans von Ponickau († 1642).
- Esther Elisabeth Wehse (* 7. August 1602 in Dresden; † 22. Juli 1640 in Dresden). 1622 heiratete sie den kursächsischen Geheimen Rat, Amtshauptmann von Stolpen und Radeburg sowie Herrn auf Siebeneichen, Nikol Gebhardt von Miltitz (1597–1635). Ein Sohn des Paares, Hans Dietrich von Miltitz auf Siebeneichen (1631–1697), war kursächsischer Kammerherr, ein zweiter, Heinrich Gebhard von Miltitz auf Langburkersdorf (1633–1688), war kursächsischer Oberkämmerer, Hofmarschall, Geheimer Rat und Kanzler.